# Пефлоксацин
Пефлоксацин — лекарственное средство противомикробного действия из группы фторхинолонов.

## Фармакологическое действие
Противомикробное средство из группы фторхинолонов. Оказывает бактерицидное действие, блокирует ДНК-гиразу. В отношении грамотрицательных штаммов эффективно действует как на делящиеся клетки, так и клетки в стадии покоя; в случае грамположительных штаммов - только на клетки, находящиеся в процессе деления. Обладает широким спектром действия. Активен в отношении большинства аэробных грамотрицательных бактерий: Escherichia coli, Klebsiella spp., индолположительные и индолотрицательные Proteus spp., в т.ч. Proteus mirabilis, Enterobacter spp., Morganella morganii, Yersinia enterocolitica, Vibrio cholerae, Vibrio parahaemolyticus, Neisseria gonorrhoeae, Neisseria meningitidis, Haemophilus influenzae, Pseudomonas aeruginosa, Moraxella catarrhalis, Pasteurella multocida, Campylobacter spp., Serratia spp., Citrobacter spp., Salmonella spp., Shigella spp.; аэробных грамположительных бактерий: Staphylococcus spp., (в т.ч. продуцирующие и не продуцирующие пенициллиназу и метициллиноустойчивые), Streptococcus spp., в т.ч. Streptococcus pyogenes, Streptococcus agalactiae, Corynebacterium diphtheriae, Listeria monocytogenes, внутриклеточных бактерий: Legionella spp. (в т.ч. Legionella pneumophila), Brucella spp., Chlamydia spp., а также в отношении бактерий, вырабатывающих бета-лактамазы. Подавляет жизнедеятельность Mycoplasma spp. и Helicobacter. Умеренно чувствительные микроорганизмы: Streptococcus pneumoniae, Acinetobacter spp., Clostridium perfringens, Pseudomonas spp., Chlamydia trachomatis. Устойчивые микроорганизмы: грамотрицательные анаэробы, Treponema spp., Mycobacterium tuberculosis. При заболеваниях, вызванных умеренно чувствительными микроорганизмами, требуется определение чувствительности in vitro. Угнетает микросомальное окисление в клетках печени. Эффективен при лечении бронхолегочной инфекции на фоне муковисцидоза и у пациентов со сниженным иммунитетом.

## Фармакокинетика
Абсорбция - высокая, через 20 мин. после приема внутрь однократной дозы (400 мг) всасывается 90%. TCmax (4 мкг/мл) – 90–120 мин, терапевтическая концентрация удерживается в течение 12–15 ч. После многократного введения Cmax в крови – 10 мкг/мл; концентрация в слизистой оболочке бронхов – 5 мкг/мл; соотношение между концентрацией в слизистой оболочке и крови – 100%. Связь с белками плазмы - 25-30%. Хорошо проникает в ткани и жидкости организма, в т.ч. в бронхиальный секрет, легкие, предстательную железу, спинномозговую жидкость и костную ткань. Объем распределения – 1,5–1,8 л/кг. Концентрация в спиномозговой жидкости после 3-кратного приема 400 мг – 4,5 мкг/мл, при увеличении дозы до 800 мг – 9,8 мкг/мл; концентрация в спиномозговой жидкости составляет 89% от таковой в плазме. Концентрация в др. органах и тканях через 12 ч после последнего приема: щитовидная железа – 11,4 мкг/г, слюнные железы - 2,2 мкг/г, кожа – 7,6 мкг/г, слизистая оболочка носоглотки - 6 мкг/г, миндалины - 9 мкг/г, мышцы - 5,6 мкг/г. Метаболизируется в печени путём метилирования до диметилпефлоксацина (обладает значительной антибактериальной активностью), окисляется до N-оксида и конъюгирует с глюкуроновой кислотой с образованием пефлоксацин-глюкуронида. T½ - 8–10 ч, при повторном введении – 12–13 ч. Выводится почками – 60%, с желчью – 30% в неизмененном виде; частично в виде метаболитов. Концентрация неизмененного препарата в моче через 1–2 ч после приема – 25 мкг/мл, через 12–24 ч – 15 мкг/мл. Неизмененный пефлоксацин и его метаболиты обнаруживаются в моче в течение 84 ч после завершающего введения. Плохо поддается диализу (коэффициент экстракции 23%).

## Показания
Лечение инфекций, вызванных чувствительными к препарату микроорганизмами: инфекции почек и мочевыводящих путей, желудочно-кишечного тракта (в т.ч. сальмонеллез, брюшной тиф), инфекции желчного пузыря и желчевыводящих путей (холецистит, холангит, эмпиема желчного пузыря), инфекции органов малого таза (в т.ч. аднексит и простатит); костей, суставов, кожи и мягких тканей, инфекции нижних дыхательных путей и ЛОР-органов (среднего уха и придаточных пазух носа, глотки и гортани), инфекции глаз; интраабдоминальные абсцессы, перитонит; сепсис, эндокардит, менингоэнцефалит, остеомиелит, гонорея, хламидиоз, эпидидимит, мягкий шанкр; хирургические и внутрибольничные инфекции, профилактика хирургической инфекции.

## Противопоказания
Гиперчувствительность, дефицит глюкозо-6-фосфатдегидрогеназы (гемолитическая анемия), беременность, период лактации, возраст до 18 лет.

### C осторожностью.
Атеросклероз сосудов головного мозга, нарушение мозгового кровообращения, органические поражения центральной нервной системы, судорожный синдром, почечная и/или печеночная недостаточность.

## Режим дозирования
Внутрь, натощак, дозы подбираются индивидуально в зависимости от локализации и тяжести течения инфекции, а также чувствительности микроорганизмов. При неосложненных инфекциях - по 0.4 г 2 раза в день, средняя суточная доза - 0.8 г в 2 приема. Таблетки глотают, не разжевывая, и запивают большим количеством воды. Внутривенно капельно (при инфекционном эндокардите, сепсисе, при инфекциях тяжелого течения), первая доза - 0.8 г; затем - по 0.4 г каждые 12 ч. Инфузию проводят в течение 1 ч; содержимое ампулы растворяют в 250 мл 5% раствора декстрозы. Курс лечения - 1-2 нед (не более 4 нед). У больных с нарушением функции печени требуется коррекция режима дозирования: при незначительных нарушениях препарат назначают в дозе 0.4 г/сут; при более выраженных нарушениях - каждые 36 ч; при тяжелой патологии печени интервал между введениями удлиняется до 2 сут. Курс лечения - не более 30 дней. Пациентам с нарушениями функции почек (при КК ниже 20 мл/мин) разовая доза должна составлять 50% от средней дозы при кратности назначения 2 раза в сутки или полную разовую дозу вводят 1 раз в сутки. Лицам пожилого возраста дозу препарата уменьшают примерно на 1/3.

## Побочные эффекты

### Со стороны нервной системы
Депрессия, головная боль, головокружение, повышенная утомляемость, бессонница, повышение судорожной готовности, чувство беспокойства, возбуждение, тремор, редко - судороги.

### Со стороны пищеварительной системы
Тошнота, рвота, диарея, боль в животе, снижение аппетита, метеоризм, псевдомембранозный колит, транзиторное повышение "печеночных" трансаминаз, холестатическая желтуха, гепатит, некроз печени.

### Со стороны мочевыделительной системы
Кристаллурия, редко - гломерулонефрит, дизурия.

### Аллергические реакции
Кожная сыпь, кожный зуд, крапивница, гиперемия кожи, фотосенсибилизация, редко - ангионевротический отек, бронхоспазм, артралгии.

### Со стороны кроветворной системы
Лейкопения, нейтропения, тромбоцитопения (при дозах 1600 мг/сут), агранулоцитоз, эозинофилия.

### Местные реакции
Флебит.

### Прочие
Тахикардия, миалгия, тендинит, кандидоз.

### Передозировка

#### Лечение
Специфический антидот неизвестен. Симптоматическая терапия, при необходимости - гемодиализ и перитонеальный диализ.

## Особые указания
При смешанных инфекциях, при перфоративных процессах в брюшной полости, при инфекциях органов малого таза комбинируют с лекарственными средствами, активными в отношении анаэробов (метронидазол, клиндамицин). В период лечения больные должны получать большое количество жидкости (для предотвращения кристаллурии). Вследствие возможного появления фотосенсибилизации в период лечения нельзя подвергаться влиянию УФ-излучения. Для больных с тяжелыми заболеваниями печени и почек требуется коррекция дозы пропорционально степени повреждения. При возникновении во время или после лечения пефлоксацином тяжелой и длительной диареи необходимо исключить развитие псевдомембранозного колита (требуется немедленная отмена препарата и назначение соответствующего лечения). В период лечения необходимо соблюдать осторожность при вождении автотранспорта и занятии другими потенциально опасными видами деятельности, требующими повышенной концентрации внимания и быстроты психомоторных реакций.

## Взаимодействие
Пефлоксацин снижает метаболизм теофиллина в печени, что приводит к повышению концентрации теофиллина в плазме и центральной нервной системе (во избежание развития интоксикации дозу теофиллина необходимо уменьшить). Значительно снижает протромбиновый индекс (у пациентов, принимающих непрямые антикоагулянты, необходим постоянный контроль картины крови). Фармацевтически несовместим с гепарином. Нельзя разбавлять раствором NaCl или любым растворителем, содержащим Cl−. Циметидин и др. ингибиторы микросомального окисления увеличивают T1/2, снижают общий клиренс, но не влияют на объем распределения и почечный клиренс. Обволакивающие лекарственные средства замедляют абсорбцию. Одновременное применение бета-лактамных антибиотиков позволяет предупредить развитие резистентности в период лечения стафилококковой инфекции. Аминогликозиды, пиперациллин, азлоциллин, цефтазидим усиливают антибактериальный эффект (в т.ч. при инфекции синегнойной палочкой). Лекарственные средства, блокирующие канальцевую секрецию, замедляют выведение пефлоксацина.